# Olumide Popoola
Olúmìdé Pópóọlá là một nhà văn, diễn giả và nghệ sĩ người Nigeria gốc Đức ở London. Cuốn tiểu thuyết mới nhất của cô Khi chúng ta nói về Không có gì được xuất bản vào tháng 7 năm 2017, bởi Nhà xuất bản Cộng hòa Cassava.

## Tiểu sử và sự nghiệp
Pópóọlá được sinh ra ở Đức với mẹ là người Đức và bố là người Nigeria. Cô chuyển đến Nigeria khi còn chập chững và ở đó năm năm trước khi trở về Đức. Cô có bằng tiến sĩ về Viết sáng tạo, bằng Thạc sĩ về Viết sáng tạo và bằng Cử nhân về Y học Ayurvedic.
Các ấn phẩm của cô bao gồm các bài tiểu luận, thơ và văn xuôi. Trong khi viết, cô lấy cảm hứng từ những người xung quanh. Cô ấy thốt lên rằng cô ấy "... quan tâm đến những câu chuyện nhỏ, bị che giấu"  và sử dụng những câu chuyện đó để đưa các nhóm thiếu hiểu biết đến sự nhận thức và công khai nó ra.
Cuốn tiểu thuyết của cô có tiêu đề Đây không phải là nỗi buồn được Unrast xuất bản vào năm 2010. Cô cũng đã viết một vở kịch, cũng bởi Mail, được xuất bản bởi Edition Assemblage vào năm 2013. Năm 2016, cô là đồng tác giả với Annie Holmes một bộ sưu tập ngắn mang tên Vi phạm (Peirene Press).
Trong một cuộc phỏng vấn với The Guardian, Pópóọlá phản ánh về quyết định trở thành nhà văn của cô. Cô thú nhận rằng cô "... là một đứa trẻ có trí tưởng tượng hoang dã và phong phú... khi [cô] nhận ra rằng bạn có thể xây dựng những câu chuyện, tự mình ghép chúng lại, [cô] biết rằng đó là điều [cô] muốn làm cũng thế."  Đó là những gì cô học được về Viết sáng tạo từ đại học.
Năm 2018, Pópóọlá là quản lý của chương trình Liên hoan sách châu Phi - Berlin, nơi tập trung vào các chủ đề xuyên quốc gia và di cư.
Pópóọlá là trưởng dự án của Futures in the Making Lưu trữ ngày 28 tháng 11 năm 2020 tại Wayback Machine, một tổ chức cung cấp các chương trình hội thảo bằng văn bản cho giới trẻ LGBTQ +.
Năm 2013, Pópóọlá đã được giới thiệu trong chương trình Bassist Đức, với bài hát "Still" của Edward Maclean, trong album Edward Maclean's Adoqué.

## Tổ chức bởi Mail
Vở kịch của Pópóọlá Cũng qua Thư xoay quanh một gia đình bị chia rẽ ở Nigeria, cụ thể là anh chị em người Đức Wale và Funke, đến với nhau để thương tiếc cái chết của cha họ. Trong khi những người lớn trong gia đình trở nên kiên định với ý muốn của người cha, thì những thanh niên phải vật lộn để tìm tiếng nói riêng của họ. Câu chuyện này liên quan đến các chủ đề như phân biệt chủng tộc, sự khác biệt về văn hóa và thế hệ, sự mất mát và lòng tham của con người. Marion Kraft, tác giả của Nhà văn Phụ nữ Châu Phi và Người Mỹ gốc Phi, mô tả cách viết vở kịch này, Pópóọlá là "đại diện chính xác và chân thực cho cuộc sống, sự đa dạng, cuộc đấu tranh và khát vọng của người dân ở Black diaspora, nhiệm vụ của họ, danh tính và công lý cho họ. " 
Brian Chikwava, tác giả của Harare North, cũng được nhắc đến bởi Mail với tên là Chuyện, một câu chuyện về châu Âu đương đại bóng bẩy và quyến rũ, giống như nhạc jazz, cũng bắt nguồn từ những thứ dân gian làm sinh động cuộc sống của con người. " 

## Khi chúng ta không nói gì
Tiểu thuyết của Pópóọlá Khi chúng ta không nói gì (Báo chí Cộng hòa Cassava, 2017) kể một câu chuyện về hai cậu bé da đen ở London có tình bạn được thử thách qua một số gian truân, bao gồm bản sắc tình dục và queer, phân biệt chủng tộc, bắt nạt và không khí chính trị không ổn định. Brittle Paper mô tả nó như một câu chuyện "được xây dựng trên nhiều luồng diễn biến hồi hộp. Ngôn ngữ nhanh, thoáng đãng và trẻ trung của cuốn tiểu thuyết mang đến cho người đọc cảm giác như đã gặp một điều gì đó thực sự mới mẻ. Nhưng điều khiến người đọc thích thú với trang này là cuộc sống của hai thiếu niên đang cố gắng chống lại dòng chảy lịch sử đe dọa chế ngự và làm họ im lặng. " BellaNaija gọi đó là một cuốn tiểu thuyết "khám phá chiều sâu của tình bạn, căng thẳng chủng tộc ở một quốc gia đầu tiên trên thế giới, sự phức tạp của mỗi gia đình và cuộc đấu tranh lớn lên của thanh thiếu niên vỡ mộng với tiếng nói riêng của họ"   và "một câu chuyện hay sự phản ánh bản chất không ổn định của thời đại".  
Tiểu thuyết gia người Anh Diana Evans trong một bài phê bình đăng tải trên tờ Thời báo Tài chính mô tả Khi chúng ta nói về Không có gì là một "cuộc kiểm tra thỏa mãn và nhận thức về sự xuất hiện của toàn bộ người chống lại các tỷ lệ đặt ra bởi một xã hội hạn chế." 

## Tác phẩm
- Đây không phải là về nỗi buồn, Unrast Verlag, 2010, ISBN 978-3897716025
- Cũng bằng thư, Phiên bản tập hợp, 2013, ISBN 978-3942885386
- Với Annie Holmes, Vi phạm, Báo chí Peirene, 2016, ISBN 978-1908670328
- Khi chúng ta không nói gì, Báo chí Cộng hòa sắn, 2017, ISBN 978-1911115458

## Giải thưởng
Năm 2004, Pópóọlá đã giành giải thưởng Ayim tháng 5 cho tập Thơ của mình.